# Катастрофа DC-8 под Лос-Анджелесом
Катастрофа DC-8 под Лос-Анджелесом — авиационная катастрофа, произошедшая в понедельник 13 января 1969 года. Авиалайнер Douglas DC-8-62 авиакомпании Scandinavian Airlines System (SAS) выполнял межконтинентальный рейс SK-933 по маршруту Копенгаген—Сиэтл—Лос-Анджелес, но во время захода на посадку в пункте назначения произошёл сбой в выпуске шасси. Занятый решением данной проблемы, экипаж перестал следить за приборами и в итоге снижающийся самолёт врезался в воды залива Санта-Моника и разрушился на две части. Из находившихся на его борту 45 человек (36 пассажиров и 9 членов экипажа) погибли 15.

## Самолёт
Douglas DC-8-62 (регистрационный номер LN-MOO, заводской 45822, серийный 272) был выпущен компанией «McDonnell Douglas» в 1967 году (первый полёт совершил под тестовым б/н N1501U) и 23 июня получил лётный сертификат. 20 июня того же года был передан авиакомпании Det Norske Luftfartselskap (DNL), контролируемую Scandinavian Airlines System (SAS), в которой получил имя Sverre Viking. Оснащён четырьмя турбореактивными двигателями Pratt & Whitney JT3D-3B. Последний ежегодный осмотр проходил 3 апреля 1968 года, после которого налетал 3425 часов, а последний периодический осмотр — 12 января 1969 года. Последние проверки работы оборудования проводились 13 января, за 4 часа до вылета в рейс SK-933. На день катастрофы налетал 6948 часов.

## Экипаж
В Сиэтле у рейса 933 сменился экипаж, прибывший туда ещё 11 января. Состав нового экипажа рейса SK-933 на втором отрезке маршрута (Сиэтл—Лос-Анджелес) был таким:
- Командир воздушного судна (КВС) — 50-летний Кеннет Дэвис (англ. Kenneth Davies), британец (также имел гражданство Швеции). Очень опытный пилот, проходил службу в Королевских ВВС Великобритании. В авиакомпании SAS проработал 20 лет и 11 месяцев (с 1 февраля 1948 года). Управлял самолётами DC-3, DC-6, DC-7 и CV-990. В должности командира Douglas DC-8 — с 3 мая 1966 года. Налетал 11 135 часов, свыше 900 из них на DC-8[5].
- Второй пилот — 40-летний Ханс Ингвар Ханссон (швед. Hans Ingvar Hansson), швед. Опытный пилот, в авиакомпании SAS проработал 11 лет и 5 месяцев (с 5 августа 1957 года). Управлял самолётами CV-440 и DC-7. В должности второго пилота Douglas DC-8 — со 2 мая 1968 года. Налетал 5814 часов, 973 из них на DC-8[6].
- Бортинженер — 32-летний Оке Ингвар Андерссон (швед. Ake Ingvar Andersson), швед. В авиакомпании SAS проработал 2 года и 7 месяцев (с 23 мая 1966 года). Имел квалификацию только на Douglas DC-8. Налетал 985 часов, все на DC-8[6].

В салоне самолёта работали 6 бортпроводников:
- Реннинг Леншой (дат. Renning Lenshoj), 51 год.
- Арне Роозанд (швед. Arne Roosand).
- Петер Ольссен (дат. Peter Olssen), 25 лет.
- Мари Б. Ларссон (швед. Marie B. Larsson), 23 года.
- Сюзанна Готберг-Ингеборг (швед. Susanne Gothberg-Ingeborg), 21 год.
- Энн-Шарлотт Дженнингс (швед. Ann-Charlotte Jennings).

## Катастрофа
Изначально лайнер должен был вылететь в 14:35 PST, но из-за ожидания подходящих погодных условий в Лос-Анджелесе вылет рейса был задержан на 1 час и 11 минут. Рейс SK-933 вылетел из Сиэтла только в 15:46, на его борту находились 9 членов экипажа и 36 пассажиров (граждане Швеции, Дании, ФРГ и США и по 1 пассажиру из Норвегии и Израиля); в баки было залито 25 тонн авиатоплива.
Полёт до Лос-Анджелеса прошёл без отклонений, однако при заходе на посадку на ВПП №07R (правая) на приборной панели в кабине экипажа не загорелась лампочка выпуска носовой стойки шасси. Летя над заливом Санта-Моника, лайнер попал в туман, что требовало полёта по приборам, так как метеоусловия не позволяли выполнять визуальный полёт. Но вместо этого пилоты сосредоточились на определении положения носовой стойки шасси и потеряли контроль за показаниями приборов. В итоге в 19:21:30 PST продолжавший снижение в посадочной конфигурации (с выпущенными закрылками и стойками шасси) рейс SK-933 врезался в воды залива Санта-Моника в 11 километрах от взлётной полосы.
От удара о воду лайнер разорвало на две части, после чего хвостовая часть быстро ушла под воду и затонула на глубине 106 метров, а передняя часть с центропланом и кабиной экипажа продержалась на плаву около 20 часов, что позволило спастись большинству людей. Всего были найдены 4 тела — 1 члена экипажа (стюардесса Готберг-Ингеборг) и 3 пассажиров; ещё 2 бортпроводника (Роозанд и Дженнингс) и 9 пассажиров пропали без вести и были объявлены погибшими. Всего в катастрофе погибли 15 человек, ещё 17 (6 членов экипажа (все 3 пилота и 3 бортпроводника) и 11 пассажиров) получили ранения различной степени тяжести. Остальные 13 пассажиров не пострадали.

## Расследование
Расследование причин катастрофы рейса SK-933 проводил Национальный совет по безопасности на транспорте (NTSB).
Окончательный отчёт расследования был опубликован 1 июля 1970 года.

Недостаточная координация действий экипажа и недостаточный контроль положения самолёта в пространстве во время критической фазы захода на посадку по приборам, что привело к незапланированному спуску в воду. Этому незапланированному спуску способствовало очевидное небезопасное состояние шасси, вызванное конструкцией индикаторных ламп шасси, и отсутствие минимальной высоты пересечения при фиксации захода на посадку, изображённой на графике захода на посадку.
Оригинальный текст (англ.)The lack of crew coordination and the inadequate monitoring of the aircraft position in space during a critical phase of an instrument approach which resulted in an unplanned descent into the water. Contributing to this unplanned descent was an apparent unsafe landing gear condition induced by the design of the landing gear indicator lights, and the omission of the minimum crossing altitude at an approach fix depicted on the approach chart..